# Otidea onotica
Otidea onotica (Pers.) Fuckel, Jb. nassau. Ver. Naturk. 23-24: 330 (1870).
L'orecchio di lepre (Otidea onotica) è un fungo ascomicete appartenente alla famiglia Pyronemataceae.

## Descrizione della specie

### Carpoforo
2–6 x 3–10 cm, a forma di orecchio di coniglio, di color giallo ocra, leggermente pruinoso sulla parete esterna.

### Gambo
Breve e di colore bianco.

### Carne
Bianca, sottile, senza odore e sapore particolari.

## Microscopia

### Spore
12-14 x 6-7 µm, lisce ellissoidali, mono o bi guttulate, bianche in massa.

### Aschi
Tetrasporici,  200 x 11 µm.

## Habitat
Fungo saprofita, cresce nei boschi soprattutto di latifoglie, in estate-autunno.

## Commestibilità
Commestibile, di scarso valore alimentare.

## Sinonimi e binomi obsoleti
- Peziza onotica Pers., Synopsis Methodica Fungorum (Göttingen) 2: 637 (1801)
- Scodellina onotica (Pers.) Gray

## Varietà diOtidea onotica
- Otidea onotica var. brevispora W.Y. Zhuang (2006)
- Otidea onotica var. ochracea Fr.
- Otidea onotica var. onotica (Pers.) Fuckel (1870)]

## Nomi comuni
- Eselsohr, Hare's Ear
- (FR)  Oreille d'âne, Oreille de lièvre